# 中島佑気ジョセフ
中島 佑気ジョセフ（なかじま ゆうきジョセフ、2002年3月30日 - ）は、日本の陸上競技選手。専門は短距離走。2023年世界陸上競技選手権大会では400mに出場し、準決勝進出を果たした。ナイジェリア人の父と日本人の母を持つ。

## 経歴
2022年世界陸上競技選手権大会では2分59秒51のアジア新記録を樹立し過去最高の4位入賞。2024年5月にバハマで開催された世界リレー選手権大会でも4位に入賞している。
2024年パリオリンピックにも陸上競技の男子400mと男子4×400mリレーに出場し、男子400mでは予選3組で45秒37で6着となり、上位3着に入れず敗者復活ラウンドに回った。しかし、男子1600m（4×400m）リレーに専念するため、男子400m予選で上位3着に入れなかった佐藤拳太郎、佐藤風雅の両選手とともに敗者復活ラウンドのレースは欠場することになり、男子1600mリレーでは2分59秒48の日本新記録をマークして決勝に進んだ。決勝では6位という結果になったが、アジア新記録の2分58秒33をマークした。